# كأس الاتحاد الإنجليزي 1914–15
كأس الاتحاد الإنجليزي 1914–15 (بالإنجليزية: 1914–15 FA Cup)‏ هو الموسم 44 من  كأس الاتحاد الإنجليزي. أقيم خلال الفترة 12 سبتمبر 1914 وحتى 24 أبريل 1915، والذي يشرف على تنظيمه الاتحاد الإنجليزي لكرة القدم، وكان عدد الأندية المشاركة فيه  64، وفاز فيه شيفيلد يونايتد.